# Lanerossi
 (octobre 2018).
Si vous disposez d'ouvrages ou d'articles de référence ou si vous connaissez des sites web de qualité traitant du thème abordé ici, merci de compléter l'article en donnant les références utiles à sa vérifiabilité et en les liant à la section « Notes et références ».
Le Lanificio Rossi qui sera transformé en Lanerossi, version abrégée, est une des plus anciennes et importantes filatures de laine d'Italie. Elle est implantée à Schio, dans la province de Vicence, dans le nord-est de l'Italie. Depuis 1987 elle fait partie du groupe Marzotto.

## Historique
La société a été créée en 1817 par Francesco Rossi. Elle fut ensuite cédée à son fils, Alessandro Rossi en 1849 qui transformera l'entreprise familiale en une des plus importantes filatures de laine du pays. Cette entreprise fera toute l'histoire économique de la ville de Schio et de sa région.
Au début du XXe siècle, le « Lanificio Rossi » était devenue la plus importante d'Italie avec un nombre d'usines important notamment dans toute la province de Vicence, mais dont les plus importantes étaient celles de Schio et de Piovene Rocchette. Comme cela était de coutume en Italie, dans les grands sites industriels, les entreprises offraient à leurs salariés le logement et c'est ainsi que fleurirent les quartiers ouvriers et de nombreuses œuvres sociales Lanerossi.
Les années 1960, avec le boom économique de l'Italie, l'entreprise croîtra encore mais connaitra une récession durant la décennie suivante.
En 1987, le groupe Lanerossi; qui appartenait à la holding pétrolière italienne ENI, sera racheté par son principal concurrent italien, le groupe Marzotto SpA installé à Valdagno, ville proche de Schio. 
Actuellement la marque Lanerossi existe toujours et elle regroupe toutes les activités industrielles et commerciales de la division fils de laine du groupe Marzotto.

## Le sport
Le nom « Lanerossi » est très fortement lié au monde du sport en Italie. Ce sera une des toutes premières sociétés industrielles à acheter une équipe de football comme le fera Marzotto à Valdagno et Pellizzari à Arzignano. Dans les années 1940, les équipes de football de Schio et de Piovene Rochette prirent le nom de Lanerossi.
Mais une autre aventure avec une équipe de football eu des retentissements bien plus importants, ce sera avec l'équipe de Vicence. C'est au mois de juin 1953 que Lanerossi acheta le club de football Vicence Calcio et la transformera en une division du groupe. Depuis lors et jusqu'en 1990, l'équipe portera le nom de « Lanerossi Vicenza » avec sur le maillot le célèbre « R », symbole de la société. La société Marzotto, actuelle propriétaire des droits sur la marque, a autorisé l'utilisation sur les maillots de l'équipe du célèbre symbole en 2002, pour fêter le centenaire de l'équipe et de façon permanente à partir de la saison 2006-2007. Le club est renommé LR Vicence Virtus de 2018 à 2020 puis LR Vicence à partir de 2020.
La société Lanerossi a également sponsorisé l'équipe professionnelle féminine de basket du Famila Schio (série A1) dans les années 1980.